# Billy Gray
Billy Gray, né William Thomas Gray le 13 janvier 1938 à Los Angeles, est un acteur américain.
Né à Los Angeles de William H. Gray et de son épouse l'actrice américaine Beatrice Gray, il apparaît en 1949 dans un petit rôle (non crédité) avec sa mère dans le film Deux Nigauds chez les tueurs.
Sa carrière débute en 1951, à l'âge de 13 ans, dans le film Le Chevalier du stade, puis la même année il interprète le rôle de Bobby dans Le Jour où la Terre s'arrêta ; en 1955 il joue dans le film Mes sept petits chenapans.
Il est également connu pour son rôle de James « Bud » Anderson dans la série américaine Papa a raison (Father Knows Best, 1954) diffusée en France à partir de février 1960 et pour son rôle de Sig Poliakoff, agent artistique dans Certains l'aiment chaud (Some Like it Hot, 1959).

## Filmographie partielle
- 1945 : L'Oncle Harry (The Strange Affair of Uncle Harry) de Robert Siodmak
- 1946 : Little Mister Jim de Fred Zinnemann (non crédité)
- 1950 : Les Cinq Gosses d'oncle Johnny (Father Is a Bachelor) d'Abby Berlin (en) et Norman Foster